# L'Année où mes parents sont partis en vacances
Pour plus de détails, voir Fiche technique et Distribution.
L'Année où mes parents sont partis en vacances (en portugais : O Ano em que Meus Pais Saíram de Férias) est un film brésilien réalisé par Cao Hamburger (pt), sorti en 2006.
En novembre 2015, le film est inclus dans la liste établie par l'Association brésilienne des critiques de cinéma (Abraccine) des 100 meilleurs films brésiliens de tous les temps.

## Synopsis
L'histoire se déroule à São Paulo pendant la coupe du monde de football mexicaine de 1970.
Mauro, 12 ans, est laissé par ses parents, « partis en vacances » (en fait, fuyant la dictature qui sévit alors au Brésil), chez son grand-père paternel, barbier dans le quartier juif de Bom Retiro. Mais celui-ci n’est pas au rendez-vous, et Mauro est recueilli par une communauté haute en couleur. C'est l’été de toutes les émotions, entre joies (l'équipe nationale magnifique et triomphante emmenée par un Pelé au sommet, les premières découvertes adolescentes) et angoisse sourde liée à l'étrange disparition des parents.

## Fiche technique
- Titre français : L'Année où mes parents sont partis en vacances
- Titre original : O Ano em que Meus Pais Saíram de Férias
- Réalisation : Cao Hamburger (pt)
- Scénario : Cao Hamburger (pt), Adriana Falcao, Claudio Galperin, Braulio Mantovani, Anna Muylaert
- Image : Adriano Goldman
- Montage : Daniel Rezende
- Musique originale : Beto Virales
- Distribution des rôles : Patricia Faria
- Décors : Cassio Amarante
- Costumes : Ulla-Britt Söderlund, Milena Canonero
- Durée : 104 minutes
- Dates de sortie :
  -  Brésil : 26 septembre 2006 (Festival international du film de Rio de Janeiro) ; 30 octobre 2006 (Festival international du film de São Paulo) ; 2 novembre 2006 (sortie nationale)
  -  Allemagne : 9 février 2007
  -  France : 26 décembre 2007

## Distribution
- Michel Joelsas : Mauro, "Moishele" pour Shlomo
- Germano Haiut : Shlomo, le voisin du grand-père
- Daniela Pepszyk : Hanna, la petite voisine entreprenante
- Simone Spoladore : Bia, la mère de Mauro
- Eduardo Moreira : Daniel, le père de Mauro, "en retard"
- Liliana Castro : la belle Irene
- Caio Blat : Italo, le jeune militant communiste
- Paulo Autran : Mótel, le grand-père de Mauro, barbier

## Autour du film
- L'action du film débute à Belo Horizonte (la 3e plus grande ville brésilienne après São Paulo et Rio de Janeiro), où résident Mauro et ses parents.
- Le poste de prédilection de Mauro, au football, est celui de gardien de but. Ce poste particulier, solitaire au sein d'une équipe, était également celui du réalisateur, Cao Hamburger, qui évoque ici en partie ses souvenirs d'enfance. Né en 1962, il a réalisé un long métrage avant celui-ci : Le Château Ra-Tim-Bum. Il a ensuite conçu une des saisons de La Cité des hommes pour TV Globo. Un des producteurs de L'Année où mes parents sont partis en vacances est d'ailleurs Fernando Meirelles, le réalisateur de La Cité de Dieu et producteur de La cité des hommes.
- Le 21 juin 1970, à Mexico, Stade Azteca, le Brésil, emmené par une génération d'attaquants exceptionnelle : Pelé, Gérson, Jairzinho, Rivellino et Tostão, remporte sa 3e coupe du monde, en s'imposant 4-1 face à l'Italie.

## Distinctions

### Récompenses
- Festival international du film de Rio de Janeiro 2007 : prix du public
- Festival international du film de São Paulo 2007 : prix du jury
- Troféu APCA 2007 : meilleur scénario

- Grande Prêmio do Cinema Brasileiro 2008 : meilleur film

### Nominations et sélections
- Berlinale 2007
- Sélectionné pour représenter le Brésil aux Oscars 2008 dans la catégorie meilleur film en langue étrangère